# Fort Holland (Texas)
Fort Holland ist ein ehemaliger Militärstützpunkt im Presidio County im US-Bundesstaat Texas.

## Geographie
Fort Holland liegt im Westen von Texas rund 16 Kilometer westlich von Valentine (Texas) am Viejo Pass unmittelbar südlich der Grenze zum Jeff Davis County. Das Fort liegt etwa 1.400 Meter über dem Meeresspiegel.

## Geschichte
Das Fort wurde nach der J. R. Holland Ranch benannt, auf deren Gebiet es errichtet wurde. Der Viejo Pass wurde bereits in prähistorischen Zeiten häufig von Indianern benutzt, da es hier Wasser und Weiden gab. Am Viejo Pass fand am 12. Juni 1880 der letzte Angriff der Apachen auf das Presidio County statt, und in die Mitte des Forts wurde vom Staat Texas 1936 ein Gedenkstein (Centennial Marker) gesetzt, der an dieses Ereignis erinnert.
1914 wurde ein zunächst Camp Holland genannter Versorgungsstützpunkt für die 8. US-Kavallerie errichtet, die nach den Einfällen mexikanischer Banden nach Texas die Grenze sichern sollte. Das Camp bestand aus zwei Mannschaftsbaracken, in denen 400 Soldaten untergebracht werden konnten, vier Offiziershäusern, einem Casino und einem Wachhaus. Ferner gab es neben Koppeln eine Bäckerei, eine Schmiede und einen Einkaufsladen, dazu eine Schneiderei und ein Waschhaus. Die Gebäude wurden aus Stein bzw. Holz errichtet. 1918 wurde das Camp in Fort Holland umbenannt und diente zunächst weiter als Versorgungsstützpunkt und Nachschublager. Am 9. September 1919 wurden Einheiten der US-Kavallerie im Fort stationiert.
Ab 1921 wurden die Grenzkontrollen zurückgefahren, so dass Fort Holland an Bedeutung verlor. Ab Januar 1922 wurden die Gebäude des Forts an Privatpersonen, z. B. Texas Rangers oder Beamte der Einwanderungsbehörde, vermietet, und das Fort wurde 1922 aufgegeben.
Heute befindet sich der Gebäudekomplex in Privatbesitz, die aus Stein errichteten Gebäude stehen noch, sind aber nicht mehr bewohnbar.